# Invincible : Le Chemin de la rédemption
Pour les articles homonymes, voir Unbroken.
Série
Invincible
(2014)
Pour plus de détails, voir Fiche technique et Distribution.
Invincible : Le Chemin de la rédemption (anglais : Unbroken: Path to Redemption) est un drame chrétien américain réalisé par Harold Cronk (en), sorti en 2018.
Il s’agit d’une suite du film Invincible, bien qu'aucun acteur du premier film (sauf les parents de Louis) n'apparaisse dans ce deuxième opus. Le film est inspiré de la vie de Louis Zamperini, après son retour de la Seconde Guerre mondiale. Il est basé sur le livre Unbroken: A World War II Story of Survival, Resilience, and Redemption de Laura Hillenbrand.

## Synopsis
Louis Zamperini revient aux États-Unis, après avoir été emprisonné et torturé par la marine japonaise, lors de la Seconde Guerre mondiale. Après son mariage avec Cynthia Applewhite, il souffre de trouble de stress post-traumatique. Il fait la rencontre de Billy Graham et expérimente une nouvelle naissance.

## Fiche technique
- Titre original : Unbroken: Path to Redemption
- Titre français : Invincible : Le Chemin de la rédemption
- Réalisation : Harold Cronk (en)
- Scénario : Richard Friedenberg, Ken Hixon
- Photographie :
- Montage :
- Musique : Brandon Roberts
- Production : Matthew Baer, Mike Elliott
- Sociétés de production : Universal 1440 Entertainment
- Société de distribution : Pure Flix
- Pays d'origine :  États-Unis
- Langue originale : anglais
- Format : Couleurs
- Genre : Drame
- Durée : 98 minutes
- Dates de sortie :
  - États-Unis : 14 septembre 2018

## Distribution
- Samuel Hunt : Louis Zamperini
- Merritt Patterson : Cynthia Applewhite-Zamperini
- Vanessa Bell Calloway : Lila Burkholder
- Bobby Campo : Pete Zamperini
- David DeLuise : Howard Lambert
- Gianna Simone : Sylvia Zamperini
- Bob Gunton : Major Zeigler
- David Sakurai : Mutsuhiro Watanabe
- Will Graham : Billy Graham
- Vincenzo Amato : Anthony Zamperini
- Maddalena Ischiale : Louise Zamperini

Will Graham est le petit-fils de Billy Graham. Vincenzo Amato et Maddalena Ischiale sont les seuls acteurs à reprendre leurs rôles d'Invincible.

## Réception

### Box-office
Le film a récolté 6,2 millions de dollars au box-office mondial.

### Critiques
Rotten Tomatoes a enregistré une note de 38 % des critiques et 78 % de l’audience et Metacritic a enregistré une note de 39/100 des critiques,.

## Récompenses
| Année | Prix       | Catégorie                 | Intitulé                                | Résultat   |
| ----- | ---------- | ------------------------- | --------------------------------------- | ---------- |
| 2019  | Dove Award | Film inspirant de l'année | Invincible : Le Chemin de la rédemption | Nomination |